# Caza (rapper)
Ucahzo Hoogdorp (Amsterdam, 6 april 1992), beter bekend onder zijn artiestennaam Caza Kimpeman vaak afgekort tot simpelweg Caza, is een Nederlands hiphopartiest.

## Levensloop
Hoogdorp werd geboren in 1992. Met een vader die zelf actief was in zijn eigen muziekstudio groeide Hoogdorp op in een omgeving omringd met muziek waardoor hij later zelf in de muziekindustrie aan de slag ging. Op jonge leeftijd was hij in Nederlandse clubs te zien waar hij dj's ondersteunde in hun acts.
In 2015 toerde hij mee tijdens het tournee van rapper Ronnie Flex.
Hoogdorp heeft verschillende singles uitgebracht met bekende artiesten zoals Als we gaan met Jebroer, Levels met Jonna Fraser en Josylvio, Oh na na met onder andere Keizer en Enige reden en Je weet maar nooit met onder andere Ronnie Flex. De singles wisten geen hitnoteringen te bemachtigen.
Daarnaast is hij actief als songwriter. Hij schreef onder andere nummers voor zanger Gio en hiphopartieste I Am Aisha. In begin 2017 toerde Hoogdorp mee door Nederland en België met rapper Jebroer en in begin 2018 met hiphopproducer Jack $hirak.
Hoogdorp verkreeg meer bekendheid toen hij in september 2018 het nummer Slide uitbracht in samenwerking met de toen veelbesproken Famke Louise. Het nummer behaalde de zesde plaats in de Nederlandse Single Top 100 en plek twee in Tipparade van de Nederlandse Top 40. Dit leverde hem zijn eerste gouden en platina plaat op. In 2019 en 2020 was Hoogdorp te zien als een van de 100-koppige jury in het televisieprogramma All Together Now.
In 2023 deed Hoogdorp mee aan het televisieprogramma De Alleskunner VIPS waar hij op de achttiende plaats eindigde.

## Discografie

### Singles
Hieronder een geselecteerde lijst met singles die uit zijn gebracht door Hoogdorp maar geen hitnotering hebben weten te bemachtigen.
- Billen (2016), met Murda
- Als we gaan (2016), met Jebroer
- Levels (2016), met Jonna Fraser en Josylvio
- Zo landen we (2017)
- Go (2017), met RSG
- Oh na na (2017), met Team Rush Hour, Keizer en Dopebwoy
- Openen (2017), met Two Crooks, FMG en Kempi
- Hier voor jou (2017), met Glowinthedark en Gio
- Extendo (2017), met Boyki
- Enige reden (2017), met Ronnie Flex, DJ DYLVN, Priceless, Murda en YOUNGBAEKANSIE
- Trap phone (2017), met Vlado
- No crown (2018), met Vlado
- Luider (2018), met Glowinthedark
- Poppen aan het dansen (2018), met Glowinthedark
- Je weet maar nooit (2018), met DJ DYLVN, Ronnie Flex, Quessswho en Jayh
- Bless jouw body (2018), met Le Seton
- Timer (2019), met SXTEEN
- Gone (2020), met Bokoesam en Cartiez
- P2 (2020)
- Air Jordans (2020)
- Gwoaning (2020)
- Zet het (2022), met Bizzey en Ta Joela
- Rotterdam (2022)
- TIK TAK (2022)
- Bend Down (2023)
- Ping Pong (2023), met Tribal Kush
- Banana (2023), met DJ DYLVN en Poke
- Birthday (2023), met DJ DYLVN, Young Ellens en Architrackz

### Singles met hitnotering
| Lied                                             | Verschijnen       | Album | Hitlijsten  | Hitlijsten  | Hitlijsten   | Hitlijsten   | Opmerkingen                |
| Lied                                             | Verschijnen       | Album | NL (Top 40) | NL (Top 40) | NL (Top 100) | NL (Top 100) | Opmerkingen                |
| Lied                                             | Verschijnen       | Album | Piek        | Weken       | Piek         | Weken        | Opmerkingen                |
| ------------------------------------------------ | ----------------- | ----- | ----------- | ----------- | ------------ | ------------ | -------------------------- |
| Slide (met Famke Louise)                         | 21 september 2018 | —     | tip2        | —           | 6            | 26           | Dubbelplatina in Nederland |
| Positie (met Bizzey)                             | 28 december 2018  | —     | —           | —           | 24           | 30           | Platina in Nederland       |
| Woozy (met Ronnie Flex)                          | 31 mei 2019       | —     | —           | —           | 61           | 2            | Goud in Nederland          |
| Domino (met Katnuf, Ronnie Flex en Jonna Fraser) | 15 september 2023 | —     | tip1        | —           | 5            | 11           |                            |

## Prijzen
| Jaar | Prijs          | Categorie         | Resultaat | Opmerkingen                            |
| ---- | -------------- | ----------------- | --------- | -------------------------------------- |
| 2018 | Hashtag Awards | Beste Muziekvideo | Gewonnen  | met de videoclip van het nummer Slide. |